# تکنسین تجهیزات پزشکی
تکنسین تجهیزات پزشکی متخصص رشته الکترومکانیک است که وظیفه نگهداری و تنظیم تجهیزات پزشکی را برعهده دارد. در محیط‌های بهداشت و درمان،تکنسین تجهیزات پزشکی غالباً با مهندسین پزشکی همکاری می‌کنند و در برخی موارد نیز به عنوان مهندسین پزشکی فعالیت می‌کنند، از دید قانون تفاوتی میان تکنسین پزشکی و مهندسی پزشکی وجود ندارد.
حوزه کاری تکنسین‌های تجهیزات پزشکی معمولاً بیمارستان‌ها، درمانگاه‌ها، شرکت‌های تولیدی تجهیزات پزشکی بخش خصوصی و گاهی ارتش می‌باشد. عموماً نقش و وظیفه تکنسین‌های تجهیزات پزشکی اجرای استانداردهای پزشکی، نصب، نگهداری، تنظیم و همچنین بهبود طراحی این تجهیزات می‌باشد. تکنسین‌ها به پزشکان و کارمندان در مورد نحوه کارکرد و همچنین رعایت اصول ایمنی و اصول فیزیو لوژیکی، تجهیزات پزشکی جهت مراقبت از بیمار آموزش می‌دهند. تکنسین‌هایی که سابقه فعالیت بیشتری دارند وظایفی فراتر از تعمیر و نگهداری روزمره بر عهده دارند، وظایفی مانند بودجه بندی، مدیریت پروژه، مدیریت پرسنل و همچنین ادغام سیستم‌های پزشکی و ارزیابی تجهیزات پزشکی جهت آموزش دادن به استفاده‌کنندگان.
در سال ۱۹۷۰ از جانب بخش خصوصی فشار زیادی در جهت پذیرش این تخصص وارد شد، درست زمانی که مشاور و وکیل اقتصادی رالف نادر مقاله ای را منتشر کرد که در آن اذعان داشت: "حداقل ۱۲۰۰ نفر در سال بر اثر برق گرفتگی کشته می‌شوند و در بیمارستان ها گاهی تعداد بیشتری نیز بر اثر حوادثی غیر ضروری از این دست جان خود را از دست می‌دهند. "
این نوع از تکنسین‌ها عملکردی متنوع در زمینه تجهیزات پزشکی تحت پوشش خود دارند. با این وجود، تخصص خاص خود رادارند و روی انواع خاصی از تجهیزات پزشکی و مدیریت فناوری از جمله، تصحیح تصویر برداری تجهیزات آزمایشگاهی یا مدیریت فناوری تندرستی و یا در زمینه تصویر برداری پزشکی با تجهیزات آزمایشگاه پزشکی و همچنین به عنوان ناظر و مدیر در دایره (HTM) مشغول به خدمت هستند. این متخصصان معمولاً سابقه خدمت در ارتش یا (OEM)را در کارنامه خود دارند. الزاماً یک متخصص تعمیر تجهیزات تصویربرداری این سوابق را ندارد ولی موقعیت‌های بسیاری پیش رو دارد تا این تجارب را کسب کند.
مثال‌هایی از زمینه‌های گوناگون تجهیزات پزشکی عبارتند از:
- تصویربرداری تشخیصی:
  - پرتونگاری رادیوگرافی و فلوروسکوپی،
  - سونوگرافی تشخیصی،
  - ماموگرافی،
  - تصویربرداری هسته ای،
  - توموگرافی انتشار پوزیترون (PET)،
  - تصویربرداری پزشکی،
  - توموگرافی کامپیوتری (CT)، توموگرافی خطی،
  - بایگانی تصاویر و سیستم‌های ارتباطی (PACS)،
  - تصویربرداری رزونانس مغناطیسی (اسکنر MRI)،
  - نظارت فیزیولوژیکی،
- میکروسکوپ الکترونی،
- گند زدایی،
- لیزر،
- دندان پزشکی،
- پزشکی از راه دور،
- دستگاه ریه قلب،
- ربات جراحی داوینچی،
- اپتومتری،
- تجهیزات جراحی،
- پمپ‌های تزریق،
- بیهوشی،
- آزمایشگاه،
- دیالیز،
- تجهیزات تنفسی (هواکش)،
- گاز درمانی
- ادغام سیستم‌های شبکه‌های رایانه ای،
- فناوری اطلاعات،
- پایش،
- تشخیص قلب

تکنسین‌های تجهیزات پزشکی بابد بتوانند با پرستاران، پرسنل و همچنین مدیریت تأسیسات به منظور هماهنگی نصب تجهیزات و همچنین اصلاحات زیر بنایی تجهیزاتی که نیاز به تعمیر دارند همکاری نزدیک داشته باشند.

## آیین‌نامه‌های مقرراتی
تکنسین‌های تجهیزات پزشکی باید پرو مقررات بین‌المللی و همچنین استانداردهای محلی در مورد ایمنی تجهیزات پزشکی باشند. اکثر تجهیزات پزشکی باید شامل مدارکی باشند که در آن نحوه مدیریت، نگهداری، تعمیر، آزمایش و تحویل آنها را توضیح داده باشد. به منظور کاهش خطرات آسیب و با حتی مرگ بیماران و کارکنان نیاز است تا تجهیزات پزشکی طبق چارچوب برنامه‌ریزی شده خاصی مورد استفاده قرار گیرند که این امر همچنین سبب افزایش کیفیت و ایمنی تشخیص نیز می‌شود.
در ایالات متحده، تکنسین ها ممکن است تحت چهارچوب‌های مختلف نظارتی فعالیت کنند. تجهیزات پزشکی عموماً توسط اداره غذا و داروی (FDA) , آژانس ملی حفاظت از آتش‌سوزی (NFPA) به ویژه NFPA 99 و فصل ۷، NFPA 70، کد ایمنی زندگی ۱۰۱، اداره می‌شود آیین‌نامه قوانین فدرال CFR) 21)، اداره ایمنی و بهداشت، استانداردهای کمیسیون مشترک (TJC) بیمارستان یا انجمن اعتباربخشی مراقبت‌های پزشکی سرپایی (AAAHC) استاندارد؛ باید مورد بررسی وتایید قرار گیرندو رعایت این کدها و استانداردها برای ثبت تجهیزات پزشکی برای دولت ایالت متحده آمریکا ضروریست.
سایر کشورها معمولاً سازوکارهای خاص خود را برای تنظیم مقررات دارند.

## آموزش فناوری تجهیزات پزشکی
به‌طور معمول، رشته فناوری تجهیزات پزشکی از چند گرایش تخصصی تشکیل شده است به این صورت که تکنسین‌ها ابتدا کاردانی خود را می‌گذرانند و سپس در یکی از گرایش‌های فناوری تجهیزات پزشکی، فناوری الکترونیک یا فناوری مهندسی پزشکی تخصص پیدا می‌کنند. برخی دیگر از تکنسین‌ها نیز با گذراندن دوره‌های ارتش تخصص خود را دریافت می‌کنند.
تکنسین‌هایی که مدرک دانشگاهی دارند ابتدا ۲ سال را در زمینه تجهیزات پزشکی می گذرانند و سپس کار خود را آغاز می‌کنند؛ و یا اینکه حدوداً یک سال را در آموزش‌های تمام وقت نظامی می‌گذرانند. فارغ‌التحصیل ۴ ساله مدیریت فناوری سلامت (HTM) می‌تواند به عنوان مدیریت تجهیزات پزشکی نقش ایفا کند و یا وظیفه ای به عنوان یک مهندس پزشکی ، مدیریت مهندسی بالینی یا مدیر مهندسی بالینی داشته باشد. تکنسین‌ها تجارب خود را از طریق کار آموزی فرا می‌گیرند، تولیدکنندگان تجهیزات پزشکی نیز در این راستا کلاس‌هایی را در محل کار آنها برگزار می‌کنند. این دوره‌ها و مدارک تکنسین‌ها باید توسط هیئت اعتبار سنجی مهندسی و فناوری یا انجمن فن آوران که هر دو ارگان دارای دوره‌ها و مدارک خاص خود هستند مورد تأیید قرار گیرد. به علاوه بسیاری از تکنسین‌ها که پس از چهار سال فارغ‌التحصیل شده‌اند بسیاری از دوره‌ها را گذرانیده اند ویا به‌طور خاص به تحصیل در رشته مهندسی پزشکی پرداخته‌اند برخی از تکنسین‌هایی که علاقه به تجارت یا فعالیت مستقیم در بازار کار دارنددر برخی از دوره‌ها از قبیل MBA شرکت می‌کنند.

## مدرک حرفه ای
اغلب تکنسین‌ها به دنبال گواهینامه‌های ببن المللی پیشرفته هستند یکی از این گواهینامه‌ها، گواهینامه بین‌المللی (ICC) که گواهینامه ایی جامع و عمومی می‌باشد و بسیاری از فعالیت‌های تکنسین‌ها را تحت پوشش قرار می‌دهد. از جمله چهار گواهینامه دیگری که نیاز است تکنسین‌ها یرای تبدیل شدن به تکنسین‌های بین‌المللی بدست بیاورند می‌توان به گواهینامه‌های زیر اشاره کرد
۱. گواهینامه تخصص تجهیزات رادیولوژی (CRES)، ابن تخصص بیشتر بروی تشخیص بیماری از روی عکس رادیولوژی و تصویر برداری هسته ای اختصاص دارد، ۲. گواهینامه تخصص تجهیزات آزمایشگاهی معتبر (CLES) که آشنایی با تجهیزات پزشکی موجود در محیط‌های پزشکی را شامل می‌شود، ۳. گواهینامه تجهیزات کلیه‌شناسی(CNES) که به‌طور خاص به آشنایی و آموزش تجهیزات مربوط به سیستم تصفیه خون و کلیه مربوط می‌شود و همچنین سیتم‌های همودیالیز ۴. گواهینامه مدیریت فناوری بهداشت و درمان (CHTM) که در مدیریت عملیات فناوری مراقبت‌های بهداشتی و مدیریت پرسنل تخصص دارد همچنین می‌توان پس از دریافت گواهینامه تکنسین الکترونیک (ETA)، مجوز حسابرس زیست پزشکی مجاز (CBA) از انجمن کیفیت آمریکا یا گواهینامه تکنسین الکترونیک زیست پزشکی (BMD) دریافت کرد. (CET) پس از دریافت گواهینامه تکنسین الکترونیک از انجمن الکترونیک در بیشتر موارد، کسب این عنوان "CBET" بسیار مورد تشویق واقع می‌شود، اجباری نیست اما پشتیبانی می‌شود و در جامعه فنی حائز احترام بسیاری است.

## استخدام
تکنسین‌های تجهیزات پزشکی در بخش مهندسی پزشکی یا بیولوژیکی بیمارستان‌ها کار می‌کنند، اما می‌توانند با سازمانهای خدماتی بخش خصوصی یا تولیدکننده‌های تجهیزات پزشکی (OEM) همکاری کنند.تکنسین‌های تجهیزات پزشکی که برای این تولیدکننده‌ها یا سازمان‌های خدماتی بخش خصوصی کار می‌کنند این مهندسین اغلب مهندسین خدمات میدانی نامیده می شوندو در بخش های خدمات و فروش دارای تخصص بیشتری هستند.
کلیه تکنسین‌هایی که از طریق ارتش وارد کار می‌شوند آموزش‌های کاملی در ارتش فرا می‌گیرند. پیش از سال ۱۹۹۸، تکنسین‌های تجهیزات پزشکی ارتش و نیروی دریایی در دانشکده نوری ارتش ایالات متحده (USAMEOS) در مرکز پزشکی ارتش Fitzsimons FAMC در کلرادو آموزش‌های خود را فرا می‌گرفتند. در ژوئیه ۱۹۹۵، یک کمیسیون تجدید نظر تصمیم به بسته شدن FAMC گرفت؛ که باعث شد ارتش و نیروی دریایی با نیروی هوایی، برای آموزش در مدرسه آموزش تکنسین‌های تجهیزات پزشکی در وزارت دفاع در پایگاه هوایی شپرد، (تگزاس) ادغام شوند. این مدرسه با کالج جامعه هدف همکاری می‌کند که در آن دانش آموزان ۸۱ اعتبار سه‌ماهه (از کالج جامعه نیروی هوایی) را در راستای آموزش علوم کاربردی (AAS) با تأکید بر مهندسی الکترونیک دریافت می‌کنند. علاوه بر اعتبارات بدست آمده از دانشکده آموزش DoD BMET، حداقل ۲۴ اعتبار باید از طریق کالج جامعه Aims تکمیل شود تا یک مدرک دریافت کنید. از تاریخ ۴ اوت ۲۰۱۰، ارتش آمریکا آموزش تکنسین ها را به عنوان بخشی از برنامه تجدید نظر به پایگاه خود در سن آنتونیو، تگزاس منتقل کرد. هر سه نیرو به مدت ۱۰ ماه قبل از بازگشت به خدمات فردی خود، در تمرینات سه جانبه سخت کار می‌کنند. این دوره آموزشی در فورت سام هوستون برگزار می‌شود و بخشی از پردیس آموزش پزشکی و آموزش پزشکی (METC) است. اولین کلاس METC BMET در ۴ اوت ۲۰۱۰ آغاز شد و آخرین کلاس شپرد در ۱۴ ژانویه ۲۰۱۱ برگزار شد.

## برای مطالعهٔ بیشتر
- Bowles, Roger "Techcareers: Technologies Equipment Biomedical" انتشارات TSTC
- دایرو، جوزف. کتابچه راهنمای مهندسی بالینی (مهندسی زیست پزشکی).
- Khandpur, RS "ابزارهای زیست پزشکی: فناوری و کاربردها". مک گرا هیلز
- نورثروپ، رابرت ب. "ابزار غیررسمی و اندازه‌گیری در تشخیص پزشکی (مهندسی زیست پزشکی)".
- وب، اندرو G. ، "مقدمه ای بر تصویربرداری زیست پزشکی (سری مطبوعات IEEE در مهندسی زیست پزشکی)".
- Yadin David , Wolf W. von Maltzahn , Michael R. Neuman و Joseph D. Bronzino، مهندسی بالینی (اصول و کاربردها در مهندسی).
- ویلفاشی، کارلوس CBET: "زیست محیطی: از دیدگاه دانشجویان".